# Soweit die Kräfte reichen
Soweit die Kräfte reichen, DDR-Verleihtitel Der Stärkere, ist ein norwegischer Spielfilm von Arne Skouen aus dem Jahr 1957. Er beruht auf dem Buch We Die Alone von David Howarth, das wiederum wahre Geschehnisse verarbeitet.

## Handlung
Während des Zweiten Weltkriegs: Jan Baalsrud ist einer von 14 norwegischen Soldaten, die per Fischkutter Waffen und Sprengstoff von den Shetlandinseln nach Nordnorwegen bringen sollen. Ihr Kutter wird von Deutschen zerstört; Jan ist der einzige Norweger, der überlebt und fliehen kann. Zunächst verbirgt sich Jan bei einer Hebamme, die seine erfrorenen Zehen behandelt, und später bei Bauer Henrik, der ihn versorgt und von einer Insel aufs norwegische Festland bringt. Jans Ziel ist Schweden, das nicht von Deutschen besetzt ist. Per Ski begibt er sich auf den Weg zur schwedischen Grenze. Auf dem Weg über die verschneiten Gebirgszüge der Lyngsalpen wird er schneeblind, auch verschlechtert sich der Zustand seiner Beine. Er halluziniert und glaubt schließlich, ein Hotel vor sich zu sehen. Stattdessen landet er in der Hütte des Ehepaars Agnes und Martin. Sie bringen ihn in ihrem Stall unter und versorgen ihn. Jans Schneeblindheit vergeht, doch ist er noch nicht in Sicherheit, da ständig Deutsche die Häuser kontrollieren.
Martin informiert einige junge Leute eines nahe der Grenze zu Schweden gelegenen Nachbarorts, die Jan über die Grenze bringen sollen. Der Weg zum Gebirgsplateau ist beschwerlich, da Jan aufgrund seiner erfrorenen Zehen nicht laufen kann. In einer Hütte wird er für einen Tag zurückgelassen, da Martin einen Arzt holen will, der ihn behandeln soll. Aufgrund starker Stürme kann der Arzt nicht kommen; Jan schneidet sich voller Qual seine erfrorenen Zehen ab. Als sich das Wetter beruhigt, wird Jan auf den Gebirgsgipfel gebracht, wo er von Bewohnern des Grenzortes abgeholt werden soll. Er muss wegen starken Schneesturms jedoch mehrere Tage ausharren. Martin und Agnes suchen ihn nach einer Woche auf und graben ihn aus den Schneemassen aus. Erst nach weiteren Tagen des Wartens, Halluzinierens und Hungerns wird Jan schließlich von Samen per Schlitten über die Grenze gebracht, wobei sie nur knapp deutschen Soldaten entkommen. In Schweden berichtet Jan im Krankenhaus seine Geschichte einer Stenografin. Anschließend steht er trotz seiner schweren Beinverletzungen auf und geht langsam den Krankenhausflur entlang.

## Produktion
Soweit die Kräfte reichen basiert auf David Howarths We Die Alone – A WWII Epic of Escape and Endurance aus dem Jahr 1955. Das Buch behandelt die wahre Geschichte des norwegischen Widerstandskämpfers Jan Baalsrud (1917–1988). Der norwegische Titel von Buch und Film, Ni liv (Neun Leben), verweist auf die neun Leben, die Baalsrud im Film zugeschrieben werden. Der Film wurde unter anderem in Troms gedreht.
Soweit die Kräfte reichen kam am 3. Oktober 1957 in die norwegischen und am 11. November 1957 in die schwedischen Kinos. In der DDR kam der Film am 24. Oktober 1958 in die Kinos und war am 30. Januar 1959 auf DFF 1 im Fernsehen der DDR zu sehen. In der Bundesrepublik Deutschland lief der Film am 13. November 1959 in den Kinos an und war hier am 18. Februar 1968 in der ARD erstmals im Fernsehen zu sehen.
2011 erschien im deutschen Handel die Langfassung auf DVD. Die zuvor fehlenden Szenen sind mit deutschen Untertiteln versehen. Abgetastet wurde der Film von der letzten existierenden deutschen Kinorolle, daher gibt es Schwankungen in der Tonqualität. Unter den Extras befindet sich auch die kürzere, komplett deutsche, Kinofassung mit ca. 79 Minuten Laufzeit.

## Kritik
Die Kritik der DDR lobte den Film: „Vom ersten bis zum letzten Bild ist das mit einer sehr nüchternen, unpathetischen, nichts beschönigenden und nichts verschweigenden Sachlichkeit eher wie eine Reportage als in der Art des Spielfilms dargestellt, und gerade deshalb wirkt wohl das Ganze mit so nachhaltiger Intensität.“ Der Film lasse beim Publikum keinen Zweifel aufkommen, „wer auch in Zukunft und immer ‚der Stärkere‘ ist.“ „Beeindruckend schlichte Verfilmung eines tatsächlichen Geschehens“, befand der film-dienst. Voll des Lobes zeigt sich der Evangelische Film-Beobachter: „Die Flucht eines Norwegers vor den ihn verfolgenden Deutschen im letzten Weltkrieg wird in der nüchtern-kraftvollen Gestaltung zu einer beachtlichen Aussage über das Menschsein. Empfehlenswert ab 14.“

## Auszeichnungen
Soweit die Kräfte reichen wurde 1958 für einen Oscar in der Kategorie Bester fremdsprachiger Film nominiert. Im Mai 1958 lief der Film bei den Internationalen Filmfestspielen von Cannes im Wettbewerb um die Goldene Palme.

## Andere Verfilmung
Mit dem norwegischen Film The 12th Man – Kampf ums Überleben wurden dieselben historischen Ereignisse 2017 erneut verfilmt.